# Nina Micić
Nina Micić (serbisch-kyrillisch Нина Мицић, * 30. Januar 1991 in Kraljevo) ist eine ehemalige serbische Snowboarderin. Sie startete in den Paralleldisziplinen.

## Werdegang
Micić belegte in der Saison 2006/07 bei den Snowboard-Weltmeisterschaften 2007 in Arosa jeweils den 45. Platz im Parallel-Riesenslalom und im Parallelslalom sowie den 39. Rang im Snowboardcross und bei den Juniorenweltmeisterschaften 2007 in Bad Gastein den 48. Platz im Snowboardcross, den 27. Rang im Parallelslalom sowie den 26. Platz im Parallel-Riesenslalom. Beim Europäischen Olympischen Winter-Jugendfestival 2007 in Jaca gewann sie die Silbermedaille im Parallel-Riesenslalom. Zudem errang sie dort den 34. Platz im Riesenslalom. Im folgenden Jahr wurde sie serbische Meisterin im Parallel-Riesenslalom und belegte bei den Juniorenweltmeisterschaften in Chiesa in Valmalenco den 30. Platz im Parallel-Riesenslalom sowie den 18. Rang im Parallelslalom. Zu Beginn der Saison 2008/09 nahm sie in Landgraaf erstmals am Snowboard-Weltcup teil, wobei sie den 36. Platz im Parallelslalom errang. Im weiteren Saisonverlauf erreichte sie im Stoneham mit dem 22. Platz im Parallel-Riesenslalom ihre beste Platzierung im Weltcup und fuhr bei den Snowboard-Weltmeisterschaften 2009 in Gangwon auf den 38. Platz im Parallelslalom sowie auf den 34. Rang im Parallel-Riesenslalom. In der Saison 2010/11 kam sie bei den Snowboard-Weltmeisterschaften 2011 in La Molina auf den 34. Platz im Parallelslalom sowie auf den 27. Rang im Parallel-Riesenslalom und bei den Juniorenweltmeisterschaften 2011 in Chiesa in Valmalenco auf den 16. Platz im Parallel-Riesenslalom sowie auf den neunten Rang im Parallelslalom. Zudem errang sie bei der Winter-Universiade 2011 in Erzurum den 14. Platz im Parallel-Riesenslalom. In der Saison 2013/14 belegte sie bei der Winter-Universiade 2013 in Monte Bondone den neunten Platz im Parallel-Riesenslalom und bei den Olympischen Winterspielen 2014 in Sotschi den 31. Platz im Parallelslalom sowie den 27. Rang im Parallel-Riesenslalom. In der folgenden Saison absolvierte sie in Moskau ihren 49. und damit letzten Weltcup, welchen sie auf dem 27. Platz im Parallelslalom beendete und erreichte mit dem 40. Platz im Parallel-Weltcup ihr bestes Gesamtergebnis. Beim Saisonhöhepunkt, den Snowboard-Weltmeisterschaften 2015 im Lachtal, fuhr sie auf den 36. Platz im Parallel-Riesenslalom.

## Teilnahmen an Weltmeisterschaften und Olympischen Winterspielen

### Olympische Winterspiele
- 2014 Sotschi: 27. Platz Parallel-Riesenslalom, 31. Platz Parallelslalom

### Snowboard-Weltmeisterschaften
- 2007 Arosa: 39. Platz Snowboardcross, 45. Platz Parallelslalom, 45. Platz Parallel-Riesenslalom
- 2009 Gangwon: 34. Platz Parallel-Riesenslalom, 38. Platz Parallelslalom
- 2011 La Molina: 27. Platz Parallel-Riesenslalom, 34. Platz Parallelslalom
- 2015 Lachtal: 36. Platz Parallel-Riesenslalom

## Weltcup-Gesamtplatzierungen
| Saison  | Gesamt | Gesamt | Parallel | Parallel |
| Saison  | Punkte | Platz  | Punkte   | Platz    |
| ------- | ------ | ------ | -------- | -------- |
| 2008/09 | 215    | 120.   | 215      | 42.      |
| 2009/10 | 184    | 126.   | 184      | 42.      |
| 2010/11 | –      | –      | 135      | 41.      |
| 2011/12 | –      | –      | 108      | 46.      |
| 2012/13 | –      | –      | 128      | 42.      |
| 2013/14 | –      | –      | 92       | 45.      |
| 2014/15 | –      | –      | 226      | 40.      |